# Sexmo de San Juan
El Sexmo de San Juan fue una división administrativa medieval española que comprendía una parte del término rural dependiente de la Universidad de la Tierra de Soria.
Los sexmos fueron una división administrativa circunstancial que, en un principio, equivalían a la sexta parte de un territorio determinado, aunque posteriormente el número de sexmos podía aumentar o disminuir como ocurre en la Tierra de Soria, dividida en cinco sexmos: Frentes, San Juan, Arciel, Luvia, Tera.

## Lugares que comprendía
| - Aldealseñor. - Aldealices . - Aldehuela de Periáñez. - Ayllón (despoblado). - Almajano. - Arancón. - Ausejo. - Buitrago. | - Canos. - Castilfrío. - Cortos. - Cuellar. - Escarbajosa (despoblado). - Estepa. - Fuentelfresno. | - Fuentelsaz. - Garrejo (granja). - Narros. - Pedraza. - Pinilla de Caradueña. - Renieblas. - La Rubia. | - Torretartajo. - San Gregorio (granja). - Santo Cristo de los Olmedillos (granja). - Velilla. - Ventosilla. - Los Villares. - Ximena Sanz (despoblado). |  |